# 北美山区日光節約時間
北美山区日光節約時間（英語：Daylight Saving Time）是北美山地時区的夏令時間。夏令時間:（Mountain Daylight Time，簡稱MDT）为UTC-6，标准时间（Mountain Standard Time，簡稱MST）为UTC-7，山區日光節約時間(MDT)比世界協調時間(UTC)晚6小時。該時區為夏令時時區，主要用於北美。該夏令時間於3月的第二個星期日至11月的第一個星期日之間在某些地區實施。
亚利桑那州大部分地区不使用該夏令时。

## 全部使用山区夏令时區的美国州份
- 亚利桑那州小部分地區
- 科罗拉多州
- 蒙大拿州
- 新墨西哥州
- 犹他州
- 怀俄明州

## 部分使用山区夏令时區的美国州份
- 爱达荷州
- 堪萨斯州
- 内布拉斯加州
- 内华达州
- 北达科他州
- 俄勒冈州
- 南达科他州
- 德克萨斯州

## 全部使用山区夏令时区的加拿大省份
- 亞伯達

## 部分使用山区夏令时区的加拿大省份
- 不列颠哥伦比亚
- 薩斯喀徹溫
- 西北地区
- 努納武特

## 相关時區
- 北美山區時區

## 時間一致時區 UTC-6
- CST
- CT
- EAST
- GALT
- S